# Olympische Sommerspiele 1952/Leichtathletik – 110 m Hürden (Männer)

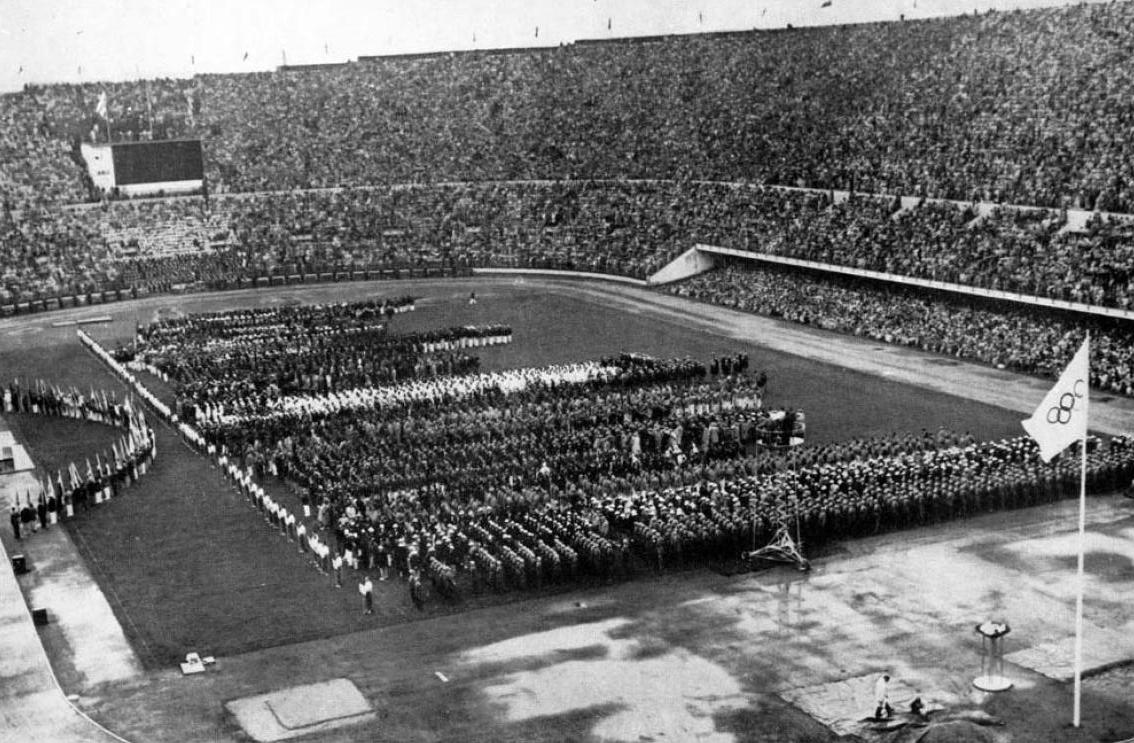
Eröffnungsfeier bei den Olympischen Spielen in Helsinki

Der 110-Meter-Hürdenlauf der Männer bei den Olympischen Spielen 1952 in Helsinki wurde am 23. und 24. Juli 1952 im Olympiastadion in Helsinki ausgetragen. Dreißig Athleten nahmen teil.
Die Mannschaft der USA konnte einen Dreifacherfolg feiern. Harrison Dillard gewann vor seinen Teamkameraden Jack Davis und Arthur Barnard.

## Rekorde

### Bestehende Rekorde
| Weltrekord         | 13,5 s | Dick Attlesey ( USA)  | Helsinki, Finnland                | 10. Juli 1950  |
| Olympischer Rekord | 13,9 s | William Porter ( USA) | Finale von London, Großbritannien | 4. August 1948 |

### Rekordegalisierung / -verbesserungen
Der bestehende olympische Rekord wurde einmal egalisiert und im Finale von zwei Hürdensprintern verbessert:
- 13,9 s (egalisiert) – Harrison Dillard (USA), erster Vorlauf am 23. Juli
- 13,7 s – Harrison Dillard (USA), Finale am 24. Juli
- 13,7 s – Jack Davis (USA), Finale am 24. Juli

## Durchführung des Wettbewerbs
Die Läufer traten am 23. Juli zu sechs Vorläufen an. Die jeweils zwei besten Athleten – hellblau unterlegt – qualifizierten sich für das Halbfinale am 24. Juli. Aus den Halbfinals erreichten die jeweils drei Erstplatzierten – wiederum hellblau unterlegt – das Finale am selben Tag.

## Zeitplan
- 23. Juli, 15:00 Uhr: Vorläufe
- 24. Juli, 15:00 Uhr: Halbfinale
- 24. Juli, 18:20 Uhr: Finale[2]

## Vorläufe

### Vorlauf 1
Datum: 23. Juli 1952, ab 15:00 Uhr
| Platz | Name             | Nation      | Offizielle Zeit handgestoppt | Inoffizielle Zeit elektronisch |
| ----- | ---------------- | ----------- | ---------------------------- | ------------------------------ |
| 1     | Harrison Dillard | USA         | 13,9 s ORe                   | 14,03 s                        |
| 2     | Sergei Popow     | Sowjetunion | 14,8 s0000                   | 14,99 s                        |
| 3     | Olivier Bernard  | Schweiz     | 15,1 s0000                   | 15,29 s                        |
| 4     | Erdal Barkay     | Türkei      | 15,2 s0000                   | 15,34 s                        |
| 5     | Edmundo Ohacho   | Chile       | 15,4 s0000                   | 15,61 s                        |
| 6     | Olli Alho        | Finnland    | 15,4 s0000                   | 15,63 s                        |

### Vorlauf 2
| Platz | Name                | Nation      | Offizielle Zeit handgestoppt | Inoffizielle Zeit elektronisch |
| ----- | ------------------- | ----------- | ---------------------------- | ------------------------------ |
| 1     | Jewgeni Bulantschik | Sowjetunion | 14,4 s                       | 14,65 s                        |
| 2     | Edmond Roudnitska   | Frankreich  | 14,9 s                       | 15,11 s                        |
| 3     | Estenislao Kocourek | Argentinien | 15,0 s                       | 15,20 s                        |
| 4     | Risto Syrjänen      | Finnland    | 15,4 s                       | 15,63 s                        |
| 5     | Juan Lebron         | Puerto Rico | 15,4 s                       | 15,71 s                        |
| 6     | Fouad Yazgi         | Ägypten     | 16,1 s                       | 16,26 s                        |

### Vorlauf 3
| Platz | Name                | Nation         | Offizielle Zeit handgestoppt | Inoffizielle Zeit elektronisch |
| ----- | ------------------- | -------------- | ---------------------------- | ------------------------------ |
| 1     | Jack Davis          | USA            | 14,0 s                       | 14,23 s                        |
| 2     | Stanko Lorger       | Jugoslawien    | 14,8 s                       | 15,08 s                        |
| 3     | Samuel Anderson     | Kuba           | 15,1 s                       | 15,24 s                        |
| 4     | Wolfgang Troßbach   | BR Deutschland | 15,1 s                       | 15,24 s                        |
| 5     | Teófilo Davis       | Venezuela      | 15,7 s                       | 15,96 s                        |
| DNS   | Sebastián Junqueras | Spanien        |                              |                                |

### Vorlauf 4
| Platz | Name            | Nation         | Offizielle Zeit handgestoppt | Inoffizielle Zeit elektronisch |
| ----- | --------------- | -------------- | ---------------------------- | ------------------------------ |
| 1     | Ken Doubleday   | Australien     | 14,5 s                       | 14,65 s                        |
| 2     | Jack Parker     | Großbritannien | 14,8 s                       | 15,08 s                        |
| 3     | Gordon Crosby   | Kanada         | 14,8 s                       | 15,11 s                        |
| 4     | Téofilo Colón   | Puerto Rico    | 15,2 s                       | 15,48 s                        |
| DNS   | Mikhail Mikhail | Griechenland   |                              |                                |
| DNS   | Imre Retezar    | Ungarn         |                              |                                |

### Vorlauf 5
| Platz | Name          | Nation     | Offizielle Zeit handgestoppt | Inoffizielle Zeit elektronisch |
| ----- | ------------- | ---------- | ---------------------------- | ------------------------------ |
| 1     | Ray Weinberg  | Australien | 14,4 s                       | 14,62 s                        |
| 2     | Väinö Suvivuo | Finnland   | 14,9 s                       | 15,21 s                        |
| 3     | Jörn Gevert   | Chile      | 15,2 s                       | 15,44 s                        |
| DNS   | Hakan Eper    | Türkei     |                              |                                |
| DNS   | Wilson Gomes  | Brasilien  |                              |                                |

### Vorlauf 6

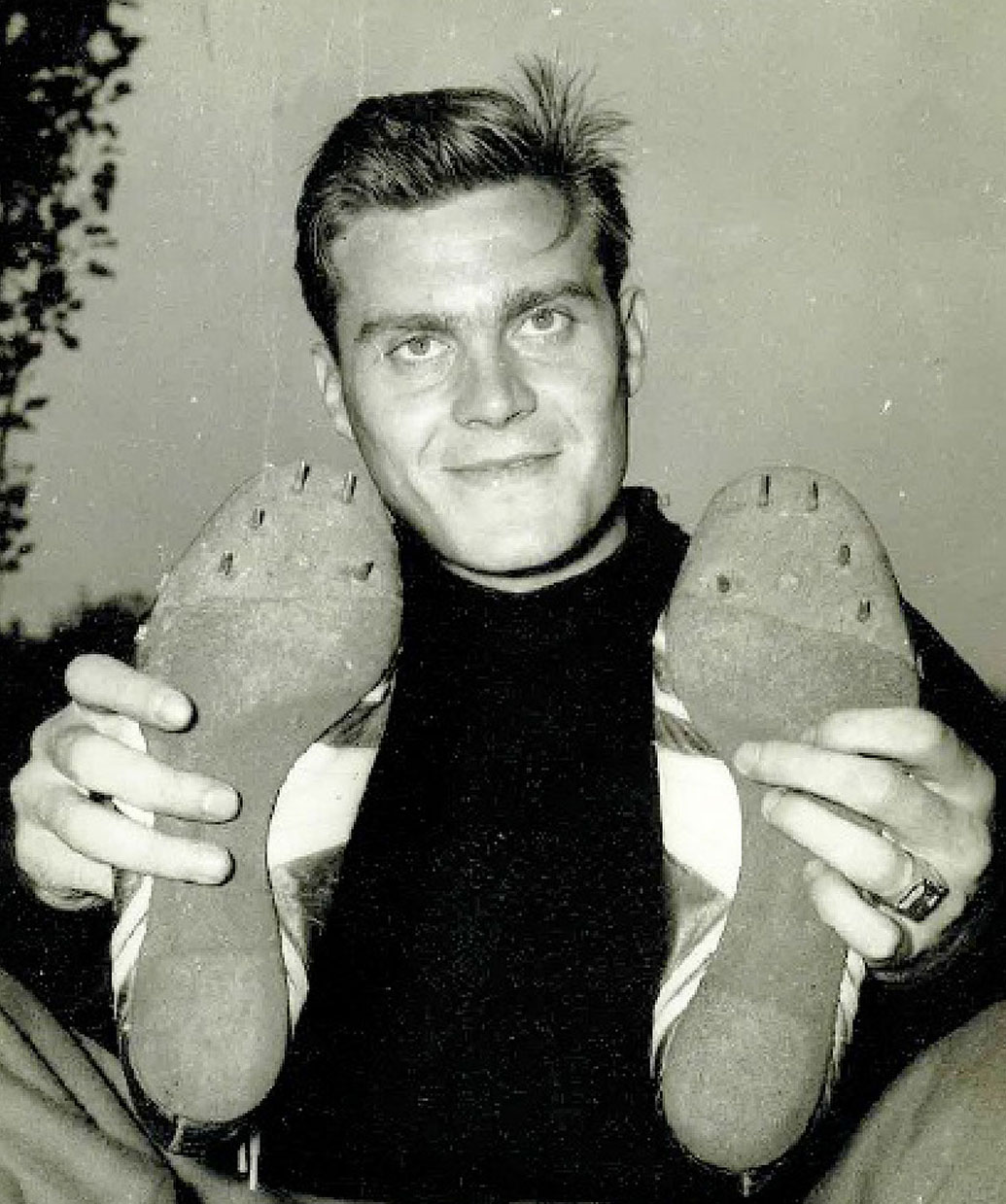
Jacques Dohen – ausgeschieden als Fünfter des sechsten Vorlaufs

| Platz | Name              | Nation         | Offizielle Zeit handgestoppt | Inoffizielle Zeit elektronisch |
| ----- | ----------------- | -------------- | ---------------------------- | ------------------------------ |
| 1     | Arthur Barnard    | USA            | 14,4 s                       | 14,61 s                        |
| 2     | Peter Hildreth    | Großbritannien | 14,7 s                       | 14,94 s                        |
| 3     | Michitaka Kinami  | Japan          | 15,0 s                       | 15,31 s                        |
| 4     | Ingi Þorsteinsson | Island         | 15,6 s                       | 15,76 s                        |
| 5     | Jacques Dohen     | Frankreich     | 15,7 s                       | 16,02 s                        |
| 6     | Johny Fonck       | Luxemburg      | 16,1 s                       | 16,35 s                        |

## Halbfinale
Datum: 24. Juli 1952, ab 15:00 Uhr

### Lauf 1

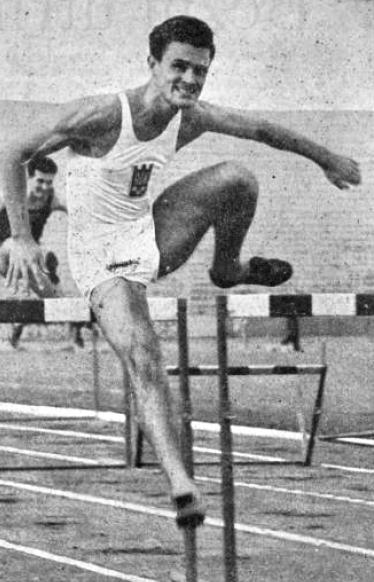
Stanko Lorger – ausgeschieden als Vierter des zweiten Halbfinals

| Platz | Name              | Nation         | Offizielle Zeit handgestoppt | Inoffizielle Zeit elektronisch |
| ----- | ----------------- | -------------- | ---------------------------- | ------------------------------ |
| 1     | Harrison Dillard  | USA            | 14,0 s                       | 14,15 s                        |
| 2     | Arthur Barnard    | USA            | 14,2 s                       | 14,44 s                        |
| 3     | Ken Doubleday     | Australien     | 14,5 s                       | 14,74 s                        |
| 4     | Sergei Popow      | Sowjetunion    | 14,7 s                       | 15,04 s                        |
| 5     | Edmond Roudnitska | Frankreich     | 14,9 s                       | 15,15 s                        |
| 6     | Peter Hildreth    | Großbritannien | 14,9 s                       | 15,15 s                        |

### Lauf 2
| Platz | Name                | Nation         | Offizielle Zeit handgestoppt | Inoffizielle Zeit elektronisch |
| ----- | ------------------- | -------------- | ---------------------------- | ------------------------------ |
| 1     | Jack Davis          | USA            | 14,4 s                       | 14,62 s                        |
| 2     | Jewgeni Bulantschik | Sowjetunion    | 14,5 s                       | 14,70 s                        |
| 3     | Ray Weinberg        | Australien     | 14,6 s                       | 14,99 s                        |
| 4     | Stanko Lorger       | Jugoslawien    | 14,9 s                       | 15,09 s                        |
| 5     | Väinö Suvivuo       | Finnland       | 14,9 s                       | 15,31 s                        |
| 6     | Jack Parker         | Großbritannien | 15,0 s                       | 15,31 s                        |

## Finale

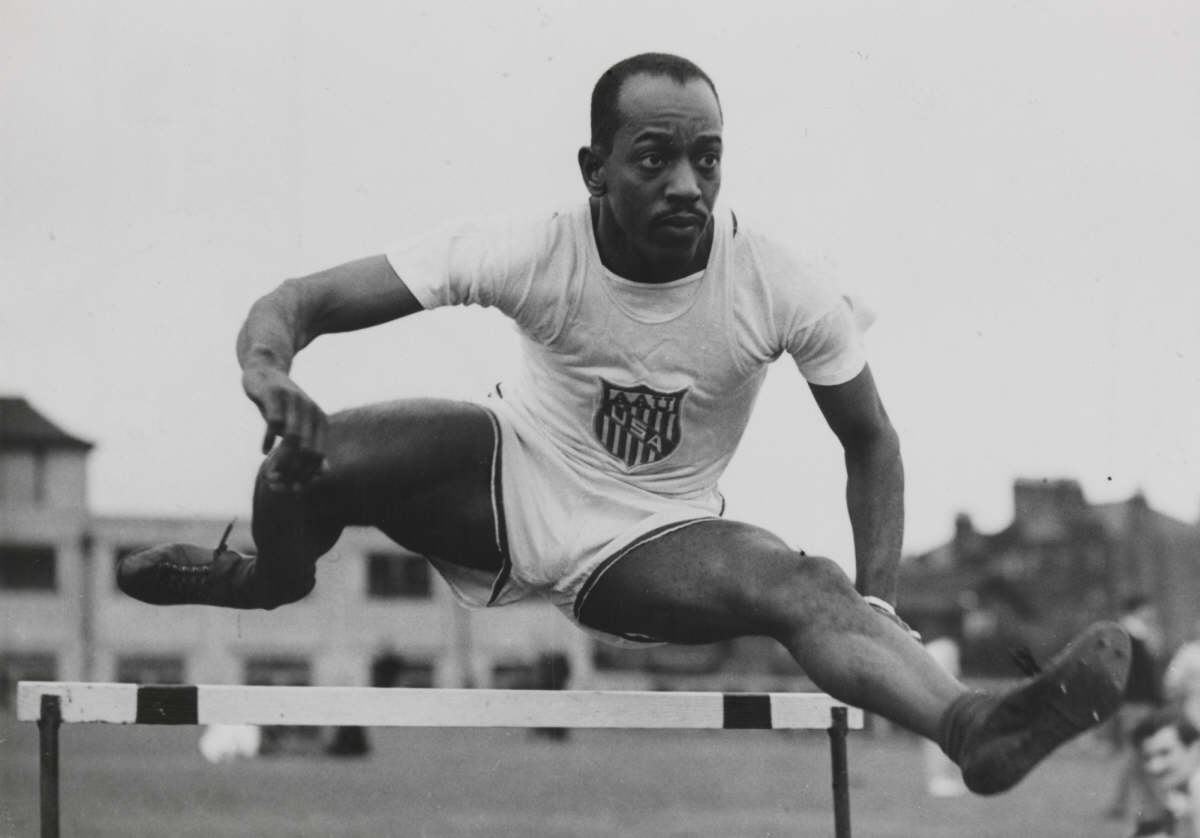
Harrison Dillard holte sich hier das vier Jahre zuvor verpasste Olympiagold im Hürdensprint
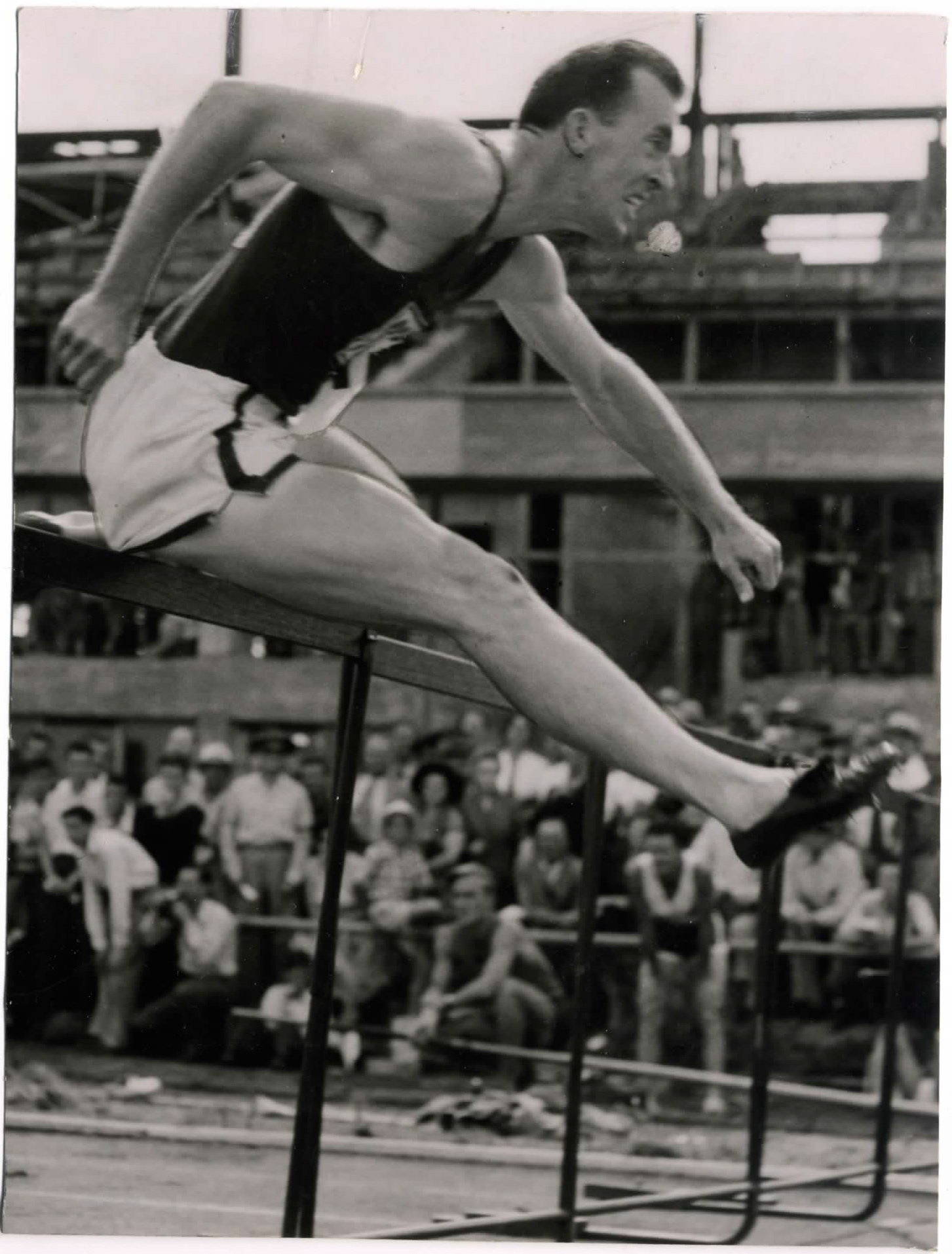
Ray Weinberg belegte im Finale den sechsten Platz

Datum: 24. Juli 1952, 18:20 Uhr
| Platz | Name                | Nation      | Offizielle Zeit handgestoppt | Inoffizielle Zeit elektronisch |
| ----- | ------------------- | ----------- | ---------------------------- | ------------------------------ |
| 1     | Harrison Dillard    | USA         | 13,7 s OR                    | 13,91 s                        |
| 2     | Jack Davis          | USA         | 13,7 s OR                    | 14,00 s                        |
| 3     | Arthur Barnard      | USA         | 14,1 s000                    | 14,40 s                        |
| 4     | Jewgeni Bulantschik | Sowjetunion | 14,5 s000                    | 14,73 s                        |
| 5     | Ken Doubleday       | Australien  | 14,7 s000                    | 14,82 s                        |
| 6     | Ray Weinberg        | Australien  | 14,8 s000                    | 15,15 s                        |

Nachdem der Weltrekordhalter Dick Attlesey wegen einer Fußverletzung, die er sich während der US-Ausscheidungen zugezogen hatte, nicht an den Spielen teilnehmen konnte, galt Harrison Dillard als Topfavorit. Er trat an, um das nachzuholen, was ihm vier Jahre zuvor nicht gelungen war. Auch damals schon galt er als der weltbeste Hürdensprinter, hatte sich aber wegen eines Sturzes bei den US-Ausscheidungen nicht für eine Olympiateilnahme in seiner Spezialdisziplin qualifizieren können. Allerdings hatte er 1948 überraschend Gold über 100 Meter gewonnen.
Im Finale trafen nun drei US-Amerikaner auf zwei Australier und einen sowjetischen Läufer. Jack Davis verursachte einen Fehlstart, was ihn zur Vorsicht beim im nächsten Anlauf veranlasste. Dadurch kam er nicht gut aus seinen Blöcken und Dillard besiegte ihn knapp. Arthur Barnard sorgte mit seiner Bronzemedaille für einen totalen Erfolg des US-Teams. Da die Handzeitnahme offiziell war, stellten der Olympiasieger und auch der Silbermedaillengewinner einen neuen olympischen Rekord auf.
Harrison Dillard gewann im zwölften olympischen Finale die zehnte Goldmedaille für die USA.

Gleichzeitig war es der sechste Dreifacherfolg der USA in dieser Disziplin, der zweite in Folge.

## Videolinks
- Harrison Dillard Wins 110m Hurdles Gold - Helsinki 1952 Olympics, youtube.com, abgerufen am 1. August 2021
- OLYMPIC GAMES - 1952, Bereich: 1:38 min bis 1:50 min, youtube.com, abgerufen am 1. August 2021
- 1952 Summer Olympic Games in Helsinki, Finland - CharlieDeanArchives / Archival Footage, Bereich: 14:21 min bis 14:41 min, youtube.com, abgerufen am 1. August 2021